# Andrés Duany
Andrés Duany (Nueva York, 7 de septiembre de 1949) es un arquitecto y urbanista estadounidense.

## Biografía
Duany nació en la ciudad de Nueva York, pero creció en Cuba hasta 1960. Recibió su título en arquitectura y urbanismo de la Universidad de Princeton y después de un año de estudios en la École des Beaux-Arts en París, recibió un título de maestría en arquitectura de la Yale School of Architecture.
En 1977, Duany fue un emprendedor de la empresa arquitectónica de Miami, con su esposa, Elizabeth Plater-Zyberk, Bernardo Fort-Brescia, Laurinda Spear y Hervin Romney. El tipo arquitectónico desarrollado por ellos, se hizo famoso por su estilo: una dramática, expresiva 'alta tecnología' modernismo. El programa de la empresa Condominio Atlantis fue destacado en los créditos de apertura de "Miami Vice".

## Duany Plater Zyberk & Company
Duany Plater Zyberk & Company (DPZ) se convirtió en el líder en el movimiento nacional llamado el Nuevo urbanismo, que busca poner fin a la expansión suburbana y urbana de desinversión. La empresa recibió por primera vez el reconocimiento internacional en la década de 1980 ya que esta empresa fue la que diseñó A orillas del mar, Kentlands Florida, Maryland. También, fue reconocido por haber completado los diseños y códigos de más de doscientas nuevas ciudades, los planes regionales, la comunidad y los proyectos de revitalización. En DPZ, Duany también llevó a la elaboración de ordenanzas municipales de zonificación que prescriben acuerdo urbano adecuado para todos los usos y las densidades de todos.
Duany es un emprendedor y miembro de la junta emérito del Congreso para el Nuevo Urbanismo, establecida en 1993. Además, es coautor de dos libros: "Suburban Nation: El Surgimiento de la dispersión, "La disminución del sueño americano" y "The New Civic Art". Duany ha trabajado como profesor visitante en numerosas instituciones y tiene dos doctorados honorarios.
También contribuyó al diseño de Cornell, una comunidad en Ontario, Canadá